# 約瑟夫一世
约瑟夫一世（Josef I，1678年7月26日—1711年4月17日），哈布斯堡王朝的神圣罗马帝国皇帝（1705年—1711年在位）。他也是奥地利大公，匈牙利和波希米亚国王。他是皇帝利奥波德一世的第三子，母为普法尔茨的艾蕾諾爾·瑪格達琳。生于维也纳。1687年，登位成為匈牙利國王。1690年1月6日，再繼承羅馬人國王的稱號。
1705年，他繼承父親利奧波德一世成為神聖羅馬帝國皇帝。
他繼續進行其父與法国在1702年爆發的西班牙王位繼承戰爭，他的將軍薩伏伊-卡里尼昂親王弗朗索瓦·歐根及馬爾博羅公爵約翰·邱吉爾分別在意大利及德國與尼德蘭打敗法皇路易十四的軍隊，雖然法國取得戰爭的最後勝利，但奧地利成功確立在義大利和尼德蘭的霸權，直到波蘭王位繼承戰爭。歐根並以實質首相身分開始帝國偉大的行政與軍事改革，成功使官僚體系更有效率、財政取得一定成功，軍隊編練和指揮大幅進步，趕上歐洲第一強權法國的進步程度。
在他统治期间，匈牙利在特兰西瓦尼亚亲王拉科齐·费伦茨二世领导下发动最大规模的争取民族独立的运动。1707年，费伦茨二世在法国支持下一度推翻哈布斯堡王朝对匈牙利的统治。约瑟夫一世对此坚决反对。帝国进行无情的镇压，到1711年匈牙利人的武装鬥争已經完全停止。费伦茨二世逃亡国外，匈牙利再次完全屈服於奥地利的统治。
1711年，约瑟夫一世在维也纳死於天花。

## 治國與愛好
约瑟夫是一位有遠見膽識的明君，即位後銳意興革，將從前父親所制定的迂腐陋規廢除，採取懷柔手腕以化解反對勢力的怨恨，並且謹慎處理與教宗和耶穌會的關係，保持自己的自主性，因此奧地利和波希米亞都呈現新興氣象。
他愛好藝術和音樂，更重視教育，1707年初核准設立捷克工業大學，並且頒令克利斯蒂安·約瑟夫·威倫堡著手任教工程學，所有的學費都由波西米亞貴族支付，各科系的教程語言是德語和捷克語。至19世紀末，這間大學的學生超過千人，成為中歐歷史最久的科技大學。

## 家庭
- 威廉明妮·阿瑪莉埃（1673-1742）：1699年結婚，卡倫貝格親王（英语：Principality of Calenberg）暨不倫瑞克-呂訥堡公爵（英语：Duchy of Brunswick-Lüneburg）約翰·腓特烈之女
  - 瑪麗亞·約瑟法（1699-1757）：波蘭國王奧古斯特三世王后
  - 利奥波德·约瑟夫（1700-1701）
  - 瑪麗亞·艾瑪莉亞（1701-1756）：神聖羅馬皇帝查理七世皇后